# Кёрбер, Мартин
Ма́ртин Гео́рг Эми́ль Кёрбер (Ке́рбер) (эст. Martin Georg Emil Körber; 7 июля 1817 Вынну (Тартумаа) — 7 апреля 1893 Аренсбург) — российский (лифляндский) пастор, представитель прибалтийской Евангелическо-лютеранской церкви, писатель, поэт, переводчик с немецкого на эстонский, музыкант, композитор. Сын пастора Эдуарда Филиппа Кёрбера; внук пастора Пауля Иоганна Кёрбера; брат пасторов Карла Эдуарда Кёрбера и Людвига Августа Кёрбера; дядя доктора медицины, профессора Бернгарда Августовича Кёрбера.

## Биография
Родился в Вынну, в семье сельского пастора Эдуарда Филиппа Кёрбера. Среднее образование получил в гимназии Дерпта, которую окончил в 1837 году. В том же году, по семейной традиции, Кёрбер поступил на факультет теологии Дерптского университета, где ранее учились двое его старших братьев. С отличием завершив учёбу, Кёрбер был оставлен в университете в аспирантуре. 
В 1842 году, успешно сдав экзамены и получив звание магистра богословия, Кёрбер отправился на остров Эзель в Аренсбург. Здесь он в 1842—1845 годах преподавал в церковно-приходской школе. 30 декабря 1845 года Кёрбер был рукоположен в пасторы с назначением в церковь Святой Марии в Ансекюла близ Аренсбурга, в 1846—1875 годах занимал место викария церкви Святого Лаврентия. Усилиями молодого пастора его приход очень скоро превратился в культурно-религиозный центр островной Эстонии, а спустя короткое время слава о нём распространилась по всей Ливонии.
Ещё с детства Мартин стал проявлять большой интерес к музыке. Благодаря матери он отлично играл на фортепьяно, пел, пробовал себя в сочинительстве. Став пастором, Кёрбер не оставил своего увлечения. Музыка продолжала занимать существенное место в его жизни, и в Ансекюла он нашёл немало единомышленников. 
В начале 1860-х годов основал в Ансекюла хор и 21 мая 1863 года организовал местный певческий праздник — первый в Ливонии фестиваль хорового пения, который состоялся ещё за 6 лет до подобного праздника в Дерпте.
На полуостров Сырве съехались хоры, численность участников которых составляла около 50—80 человек. Присутствовало более 500 зрителей. С тех пор певческий праздник, который и теперь нередко называется кёрберовским, стал на острове Эзель традиционным. 
Очень быстро хоровое пение распространилось сначала на островах, а затем и по всей Эстонии. Сам Кёрбер стал автором более 1000 религиозных и светских песен на немецком и эстонском языках. Такие из них, как «Vaikne kena kohakene» (Красивое, тихое местечко), «Mu isamaa armas» (Мое дорогое отечество); «Ma olen väike karjane» (Я маленький пастух), «Kus on mu kallis isamaa?» (Где моё дорогое отечество?), «Kiigu, liigu, laevukene» (Плыви, плыви, кораблик) популярны в Эстонии по сей день.

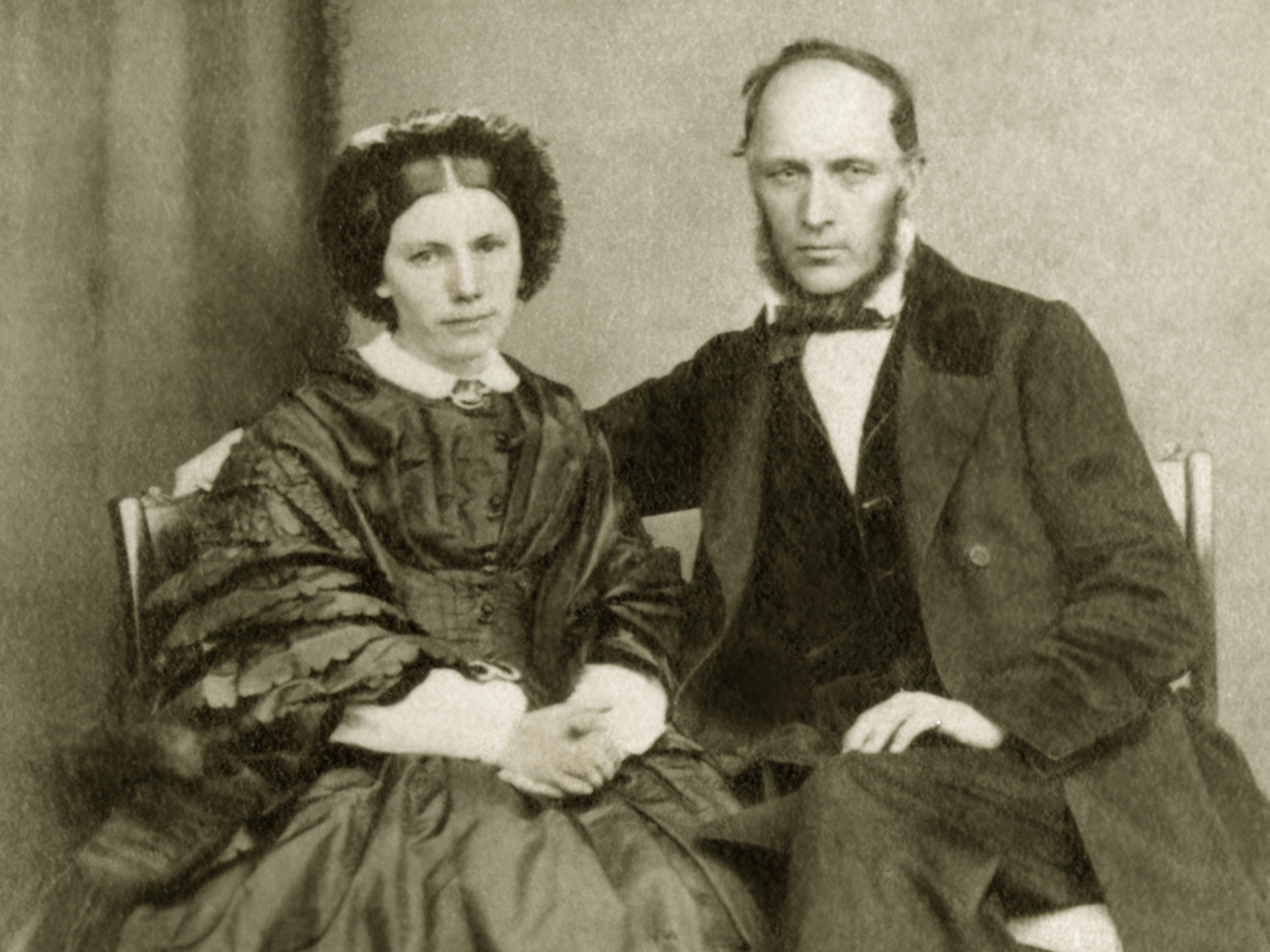
Пастор Мартин Кёрбер с женой Каролиной

В 1875 году, оставив службу, Мартин Кёрбер переехал в Аренсбург и посвятил себя научно-исторической деятельности, изучению местного фольклора и прошлого Ливонии. Им были написаны и изданы рассказы, воспоминания, проповеди, несколько богослужебных книг. Катехизис Кёрбера выдержал 57 изданий общим тиражом 300 тысяч экземпляров. Исследование Кёрбера мифологической легендарной фигуры Суур Тылль (Большой Тылль), книги, посвященные истории Эстонии — «Материалы по истории Эзель» и 900-страничный «Остров Сааремаа прежде и теперь» издавались несколько раз и представляют исторический интерес и в наши дни.
В 1870 году Мартину Кёрберу был пожалован Золотой наперсный крест. 
Умер 7 апреля 1893 года. Похоронен на кладбище Кудьяпе (Аренсбург). 

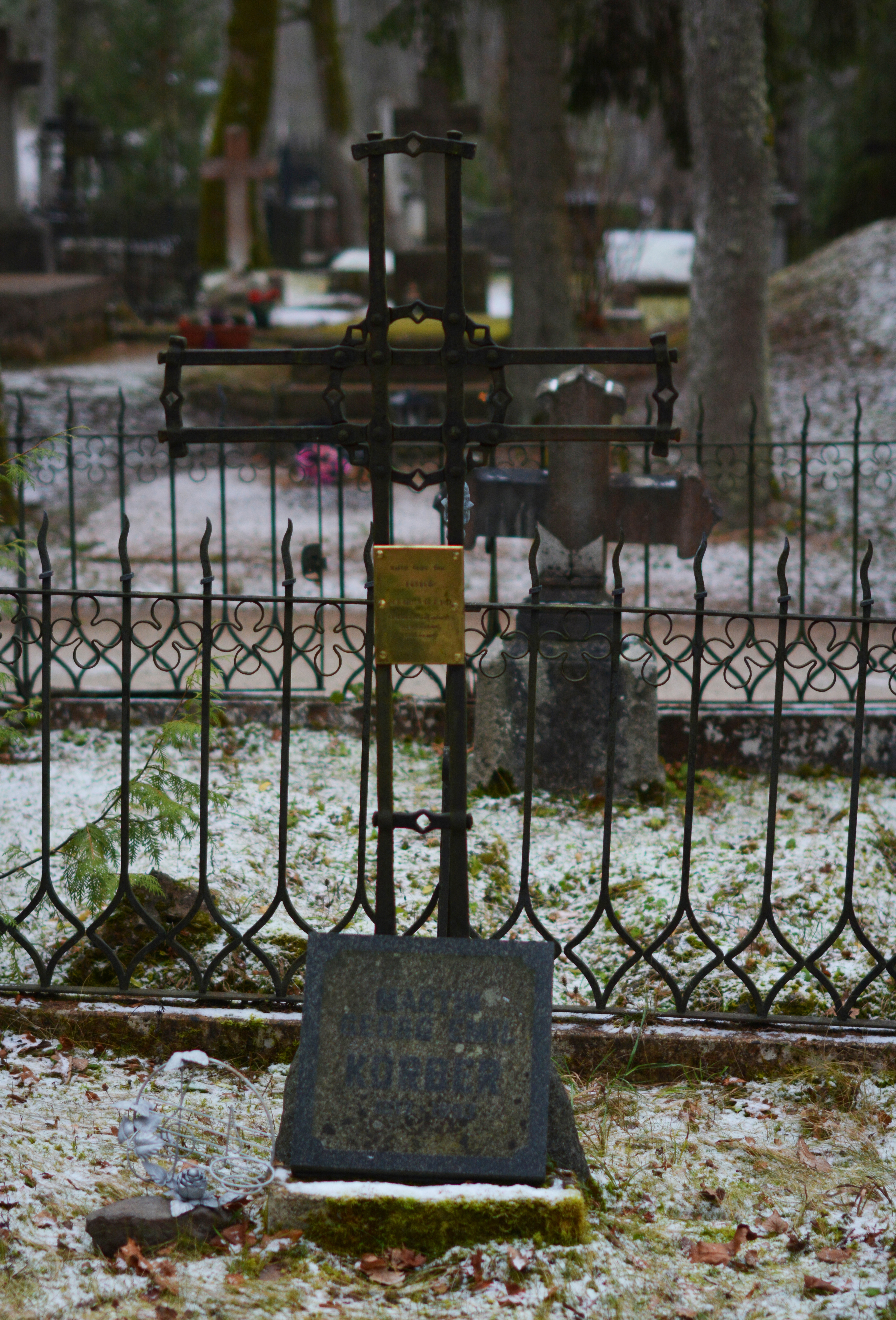
Могила Мартина Кёрбера

## Увековечение памяти
Мартина Кёрбера стали почитать в первой половине 1960-х годов, но не как церковника, а как деятеля культуры.
Одна из улиц Курессааре (бывший Аренсбург) носит имя Мартина Кёрбера. Его музыка и песни для хора входят в репертуар некоторых хоровых коллективов современной Эстонии. 
В 2007 году в Эстонии была проведена серия культурных мероприятий, посвящённая  190-летию со дня рождения  Мартина Кёрбера. Организатором стало Общество Мартина Кёрбера под руководством Яана Вайдла (Jaan Vaidla).
Могила Мартина Кёрбера на кладбище Кудьяпе является историческим памятником. Ежегодно у могилы, где похоронен пастор, совершается панихида.

## Семья
- жена: Каролина Элизабет ур. Гессе (Hesse) (27.11.1828, Пернов — 6.01.1921, Тарту) — дочь пастора Конрада Эдуарда Гессе (4.11.1796 — 18.09.1882), тётя писателя, лауреата Нобелевской премии Германа Гессе;
- дочь Агнес Кёрбер (21.01.1847, Аренсбург — 6.11.1927, Тарту);
- сын: Конрад Кёрбер (24.09.1848, Ансекюла — 26.05.1890, Аренсбург).

## Комментарии
1. ↑  Эстонские топонимы, оканчивающиеся на -а, не склоняются и не имеют женского рода (исключение — Нарва)[3].